# Bjurholmshöna

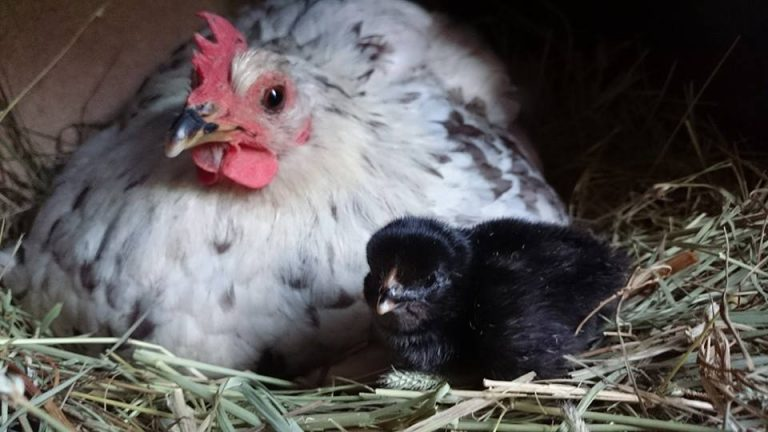
Bjurholmshöna med kyckling på Brännänga Gård, Västerbotten

Bjurholmshöna är Sveriges nordligaste lantrashöna och hittades i Sveriges minsta kommun Bjurholm. Fyndet av rasen offentliggjordes i januari 2013. I samband med offentliggörandet meddelades också att hönorna bott på samma gård i Bjurholms socken, Västerbottens län, Sverige, i ca 120 år. Anledningen till att hönorna betraktas som en ny ras, som tidigare ej varit känd, är att de varit isolerade på gården och därför kan ses som en rest av den gamla lantrashönan som fanns i Västerbottens inland på 1800-talet och tidigare. Forskare ser trots isoleringen ändå rasen som frisk och anpassad till klimatet i norra Sverige. Bjurholmshönan är färgmässigt varierad och värper som en normal lantrashöna.